# Eumedonia nitschei
Eumedonia nitschei är en fjärilsart som beskrevs av Arthur Francis Hemming 1933. Eumedonia nitschei ingår i släktet Eumedonia och familjen juvelvingar. Inga underarter finns listade i Catalogue of Life.